# Météorite de Csátalja
«  Csátalja (météorite) » redirige ici. Pour les autres significations, voir Csátalja.
La météorite de Csátalja, ou simplement Csátalja, est une météorite trouvée en 2012 près du village de Csátalja (comitat de Bács-Kiskun, Hongrie). Il s'agit d'une chondrite de type H4-5, la plus grosse chondrite ordinaire jamais trouvée en Hongrie (15 kg).

## Découverte et aspect général
La météorite de Csátalja est constituée d'une unique roche d'environ 15 kg trouvée en août 2012 dans un champ proche du village de Csátalja. C'était un bloc subanguleux (avec des arêtes arrondies), recouvert en totalité d'une croûte de fusion et comportant des regmaglyptes bien développés. La météorite contient de nombreux chondres d'olivine ou de pyroxène, porphyriques ou non.

## Caractéristiques
Csátalja a une masse volumique globale de 3,41 ± 0,04 g/cm3 et une porosité de 5,8 ± 0,1 %.
Les phases principales sont l'orthopyroxène (40 % vol) et l'olivine (30 %), accompagnées d'un feldspath alcalin de type albite (15 %), de minéraux opaques (8 %, dont 7 % de métal) et d'un clinopyroxène. Les minéraux ferromagnésiens ont une composition assez uniforme : En38,8 pour l'orthopyroxène et Fo41,5 pour l'olivine. Le métal, de composition globale Fe94Ni6, est constitué pour 90 % de kamacite et pour 10 % de taénite (présente sous forme d'intercroissances de plessite). La texture et la minéralogie de la météorite en font une chondrite de type H. Elle montre les signes d'une recristallisation vers 600–750 °C, ce qui lui confère le type pétrologique 4-5.